# Karl Wilhelm Krämer
Karl Wilhelm Krämer (* 7. September 1930 in Köln; † 4. Dezember 1990 in Bielefeld) war ein deutscher Schriftsteller, der vor allem als Lyriker und Librettist herausstach. Er wird mittlerweile als ein wichtiger Dichter Westfalens angesehen. Seine Literatur ist der Homosexuellen- und Arbeiterliteratur zuzurechnen.

## Leben und Werk
Karl Wilhelm Krämer wurde in Köln geboren und zog als Jugendlicher 1946 nach Lübbecke. Zunächst war er als Landarbeiter tätig, bevor er eine Schneiderausbildung und ein Schauspielstudium beendete. 1960 gründete er die Werkstatt für moderne Maßkleidungen, die er bis 1976 als Schneider in Lübbecke leitete. Danach war er bis zu seinem Ruhestand in einer Bielefelder Textilfabrik tätig. Am 4. Dezember 1990 wurde der homosexuelle Dichter von einem 21-jährigen Stricher ermordet und ausgeraubt.
Seit den 1950er Jahren schrieb Krämer regelmäßig. So sind von ihm vor allem Kurzgeschichten, Gedichte, Rezensionen und zwei Libretti überliefert. Obwohl er anfangs nur ein Amateur- bzw. Hobbyautor war, entwickelte er sich schon zu Lebzeiten und erst recht nach seinem Tod zu einem bekannten westfälischen Dichter, der außerhalb der Heimatdichtung tätig war. 
Regional konnte er kleinere Erfolge erzielen: so wurden zwei Librettis von ihm umgesetzt und immerhin 1974 im Landestheater Detmold aufgeführt: Magic Power, Ballettlibretto, 1974 und Träume heute (Ballettlibretto), 1974. Im Radio wurden einige Gedichte des Lyriker 1975 im WDR unter dem Titel "Einst wirken Träume" gesendet.

## Werk
- Entschlossen zu widersprechen, 1979, Lyrik.
- Der Gedächtnisbaum, 1984, Lyrik.

### Veröffentlichungen in Magazinen
- Westfalenspiegel-Heft Nr. 12, 1973. Heft Nr. 3, 1976.

### Radioproduktion
- Einst wirkten Träume, 1975, Auswahl aus Gedichten, gesendet vom WDR.

### Libretti für Ballett
- Magic Power, Ballettlibretto, 1974 (Uraufführung: Staatstheater Detmold).
- Träume heute, Ballettlibretto, 1974, (Uraufführung: Staatstheater Detmold).